# Lornay

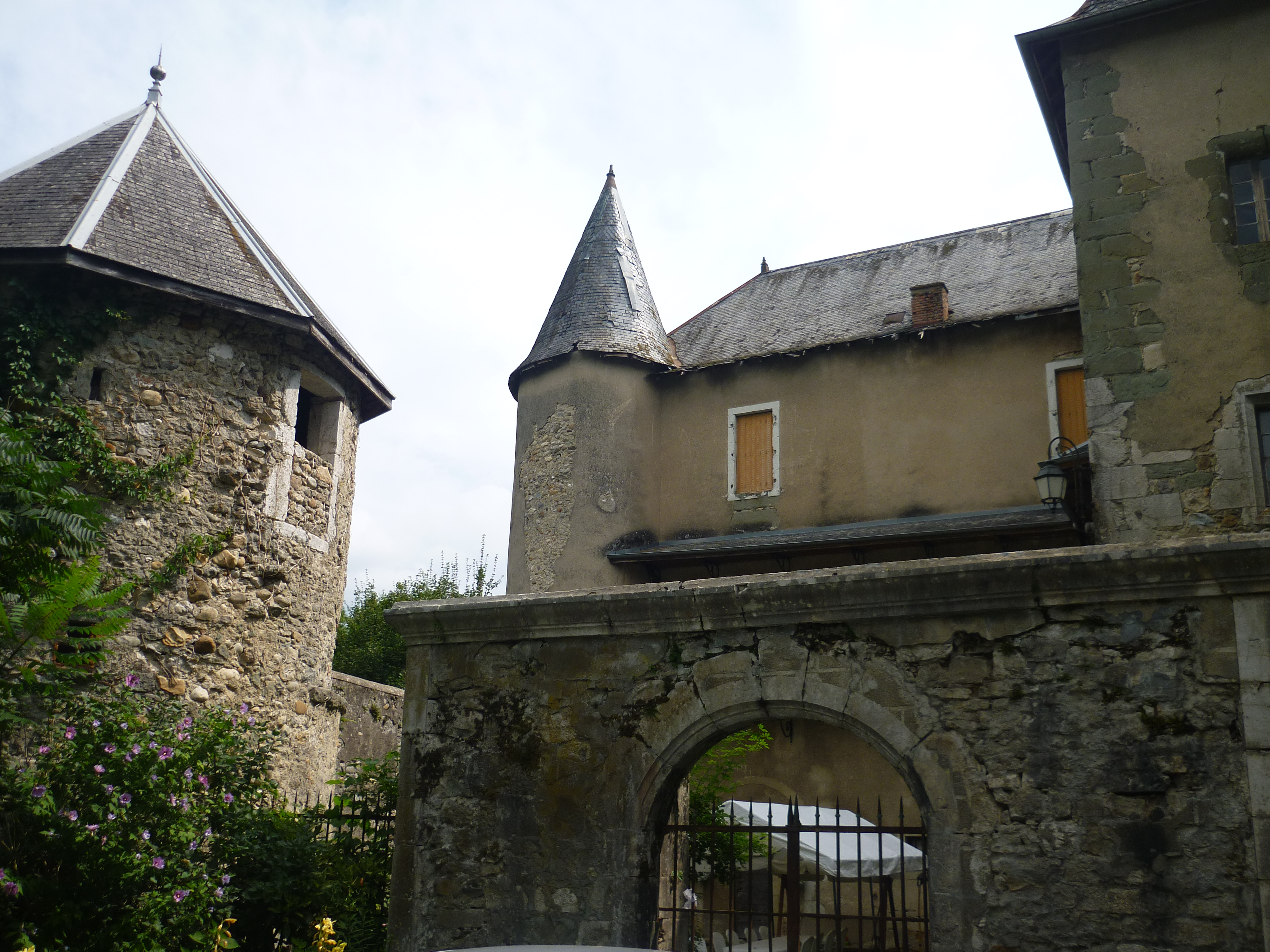
Kasteel

Lornay is een gemeente in het Franse departement Haute-Savoie (regio Auvergne-Rhône-Alpes) en telt 408 inwoners (2005). De plaats maakt deel uit van het arrondissement Annecy.

## Geografie
De oppervlakte van Lornay bedraagt 9,6 km², de bevolkingsdichtheid is 42,5 inwoners per km².
De onderstaande kaart toont de ligging van Lornay met de belangrijkste infrastructuur en aangrenzende gemeenten.

## Demografie
Onderstaande figuur toont het verloop van het inwonertal (bron: INSEE-tellingen).